# Бойцун Любомира Степанівна
Любоми́ра Степа́нівна Бойцу́н (21 квітня 1945, Тернопіль — 6 березня 2015, там само) — українська архівістка, краєзнавиця. Членкиня ВУСК (1992).

## Життєпис
Закінчила філологічний факультет Чернівецького університету (1968). Працювала в Державному архіві Тернопільської області.
Була депутаткою Тернопільської міської ради першого демократичного скликання (1990—1994), входила до складу комісії щодо вивчення діяльності ГКЧП.
Похована 6 березня 2015 року на Микулинецькому цвинтарі в Тернополі.

## Доробок
Упорядниця збірки документів з історії Тернопільщини.
Авторка бібліографічного покажчика «Михайло Паращук», календаря «Тернопіль історичний» (2000), путівника «Завітайте у Тернопіль» (2003), книги «Тернопіль у плині літ: Історико-краєзнавчі замальовки» (2003), численних публікацій на краєзнавчу тематику, зокрема, статей у Тернопільському енциклопедичному словнику.

## Вшанування

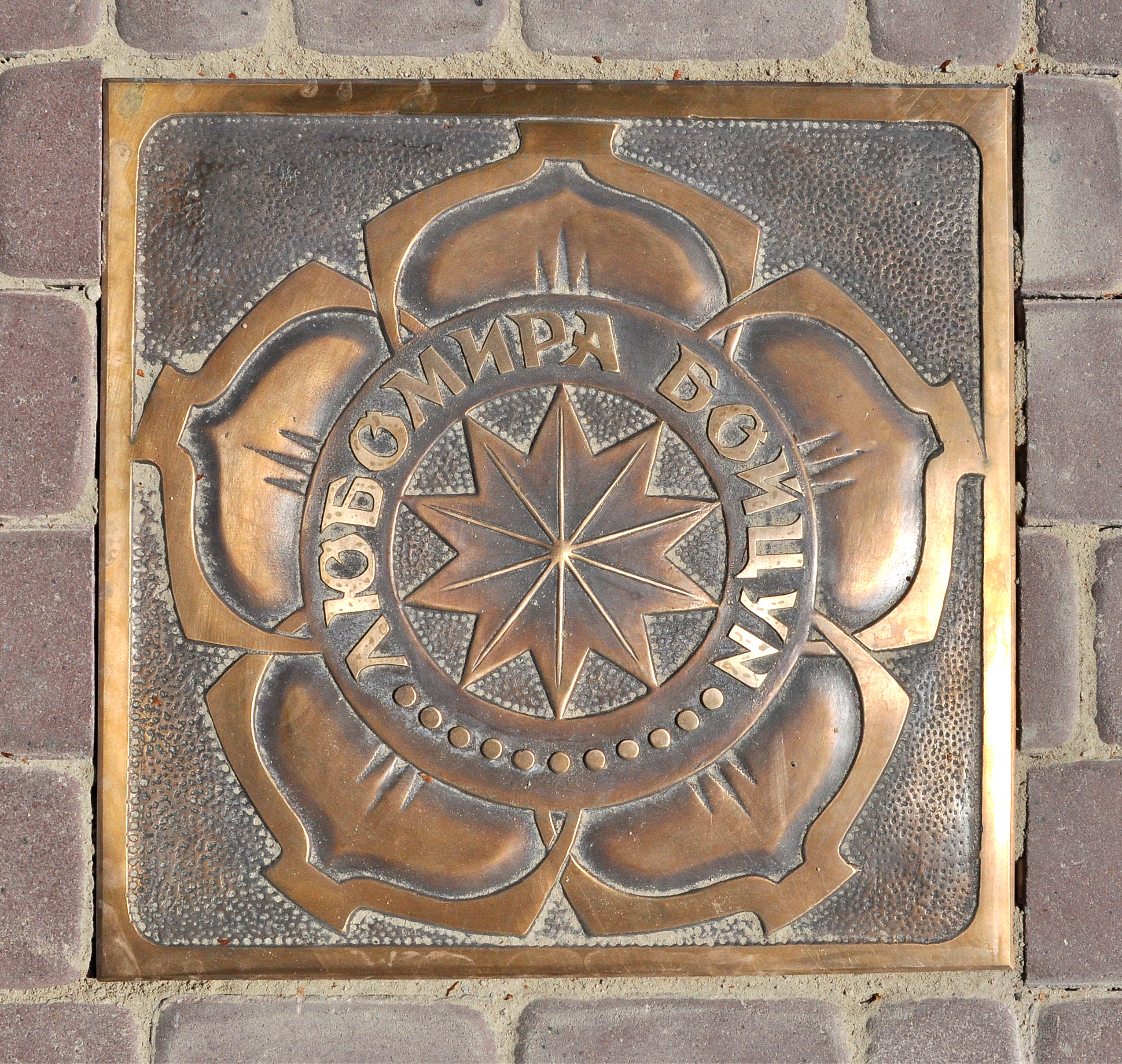
Зірка Любомири Бойцун на Алеї зірок

- На Алеї зірок на вулиці Гетьмана Сагайдачного в Тернополі встановлено зірку Любомири Бойцун (2015).
- Пам'ятна дошка на будинку (вулиця Чумацька) в Тернополі, який зведений на місці приватного помешкання родини Бойцун.[3]